# Writers Guild of America Award
De Writers Guild of America Award, afgekort WGA Award, is een prijs die sinds 1949 jaarlijks wordt uitgereikt door de Writers Guild of America, East en Writers Guild of America, West voor prestaties op het gebied van scenario’s voor televisie, film en radio. 
De prijzen worden uitgereikt in een theater in Los Angeles. De televisieprijzen zijn bedoeld voor series die zijn geproduceerd en uitgezonden tussen 1 december en 30 november, ongeacht het aantal afleveringen dat in deze periode is uitgezonden.

## Categorieën

### Film
- Beste originele scenario
- Beste bewerkte scenario
- Beste scenario voor een documentaire

### Televisie
- Beste scenario voor een dramaserie
- Beste scenario voor een episodisch drama
- Beste scenario voor een komedieserie
- Beste scenario voor een episodische komedie
- Beste scenario voor een nieuwe serie
- Beste scenario voor een animatieserie
- Beste scenario voor een dagelijkse serie